# 환경부대
환경 부대는 대한민국 육군의 환경오염에 대응하는 부대이다. 2002년에 대한민국 국방부와 주한 미군 사이에 체결된 토지반환협약으로 반환된 주한 미군의 모든 시설이 세워져 있던 오염된 토양을 정화하기 위해 편성되었다.

## 역사
2007년 6월 제1야전군의 1107공병단 예하 130공병대대와 제3야전군의 1101공병단 예하  117공병대대를 환경부대로 재편성하였다. 두 개 대대는 각각 4개 중대(262명)로 편성되었고 경기도와 강원도 지역을 맡는다.
같은 달 6월 21일, 제117환경대대가 삼성1호-허베이 스피릿 호 원유 유출 사고로 태안군에 파견되어 33일 동안 해양오염 정화 임무를 수행하였다.
2009년 12월 1일, 제2작전사령부 예하에 소속된 제1115공병단과 제1117공병단에 각각 70명으로 구성된 1개 중대를 창설하였다. 각 공병단의 환경 중대는 논산시와 대구시를 중심으로 설치되어 있는 주한 미군의 시설에 대한 환경오염에 대응한다.

## 목록
| 명칭          | 상위                      | 본부            | 참고        |
| ------------- | ------------------------- | --------------- | ----------- |
| 제130환경대대 | 제1야전군, 1107공병단     | 강원도 횡성군   |             |
| 제117환경대대 | 제3야전군, 1115공병단     | 대전광역시      |             |
| ? 환경중대    | 제2작전사령부, 1115공병단 | 충청남도 논산시 | 현존 불분명 |
| ? 환경중대    | 제2작전사령부, 1117공병단 | 대구광역시      | 현존 불분명 |

## 참고
1. ↑  이철희 (2007년 6월 22일). “'환경 전담부대' 창군 이후 처음 편성”. 중앙일보. 2015년 1월 16일에 확인함.[깨진 링크(과거 내용 찾기)]
2. ↑  “환경 전담부대 논산·대구에도 창설된다”. 대한민국 국방부. 2009년 12월 1일. 2016년 3월 5일에 원본 문서에서 보존된 문서. 2014년 1월 16일에 확인함.